# Superpowłoka Tarczy Sobieskiego

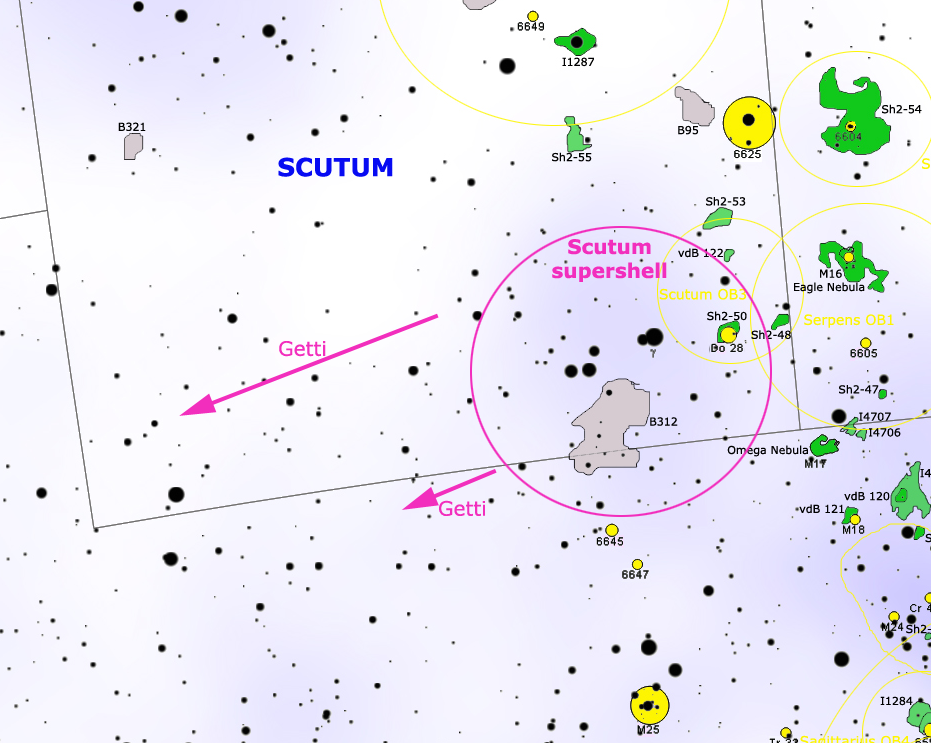
Położenie superpowłoki w Tarczy

Superpowłoka Tarczy – superpowłoka znajdująca się w konstelacji Tarczy, położona ok. 3300 pc od Ziemi, odkryta za pomocą GBT w paśmie 21 cm. Masa zgromadzonego gazu wynosi 6,2×105 mas Słońca, średnica superpowłoki to ok. 290 pc, a jej wiek 45 mln lat.